# Thornton Rust
Thornton Rust est un village et une paroisse civile du Yorkshire du Nord, en Angleterre.